# Estació de Sant Esteve Sesrovires
Sant Esteve Sesrovires és una estació ferroviària de la línia R6 i R60 de la Línia Llobregat-Anoia de FGC situada al nord del nucli urbà de Sant Esteve Sesrovires a la comarca del Baix Llobregat. Aquesta estació es va inaugurar el 29 de juliol de 1893 amb l'obertura de la línia de tren entre Martorell i Igualada. L'estació té dos vies i l'enllaç entre les dues andanes es realitza mitjançant un pas elevat, també disposa de bar i cafeteria.
La construcció de l'estació s'inicia el 1891, un cop es constituïda la companyia Ferrocarril Central Catalán, que va permetre reprendre les obres de la línia que havia de connectar Igualada amb Martorell que s'havien aturat el 1883 per manca de fons. Després de 2 anys de treballs, el 1893, s'inaugurà l'estació i la totalitat de la línia.
El 1999 s'electrificà l'estació permetent la circulació per primera vegada de trens elèctrics. El 2006 s'habilita una pas elevat d'accés a ambdues andanes i la instal·lació d'ascensors.

## Serveis ferroviaris
| Línia Llobregat-Anoia de FGC |                   |       |           |                        |
| Procedència/Destinació       | <                 | Línia | >         | Procedència/Destinació |
| Barcelona - Pl. Espanya      | Martorell-Enllaç  |       | La Beguda | Igualada               |
| Barcelona - Pl. Espanya      | Martorell-Central |       | Masquefa  | Igualada               |